# Michel Trollé
Michel Trollé (ur. 23 czerwca 1959 roku w Lens) – francuski kierowca wyścigowy.

## Kariera
Trollé rozpoczął karierę w międzynarodowych wyścigach samochodowych w 1984 roku od startów we Francuskiej Formule Renault, gdzie siedmiokrotnie stawał na podium, a trzykrotnie na jego najwyższym stopniu. Uzbierane 113 punktów pozwoliło mu zdobyć tytuł wicemistrza serii. W późniejszych latach pojawiał się także w stawce Francuskiej Formuły 3, Europejskiego Pucharu Formuły 3, World Sports-Prototype Championship, Grand Prix Monako Formuły 3, Grand Prix Makau, Formuły 3000, European Touring Car Championship, Trophee Porsche Turbo Cup, 24-godzinnego wyścigu Le Mans, Sportscar World Championship oraz Peugeot 905 Spider Cup.
W Formule 3000 Francuz startował w latach 1987-1988. W pierwszym sezonie startów w ciągu jedenastu wyścigów, w których wystartował, trzykrotnie stawał na podium, a raz na jego najwyższym stopniu. Dorobek 16,5 punktu dało mu szóste miejsce w klasyfikacji generalnej. Rok później Trollé stawał dwukrotnie na podium, ale nigdy nie zwyciężał. Uzbierane dziewięć punktów pozwoliło mu zająć jedenastą pozycję w końcowej klasyfikacji kierowców.